# 圣瑞斯特 (伊勒-维莱讷省)
圣瑞斯特（法語：Saint-Just，法語發音：[sɛ̃ ʒyst]）是法国伊勒-维莱讷省的一个市镇，位于该省西南部，属于勒东区。

## 地理
圣瑞斯特（47°45'57"N, 1°57'40"W）面积28.05 平方千米，位于法国布列塔尼大區伊勒-维莱讷省，该省份为法国西北部沿海省份，位于布列塔尼半岛东部，北濒大西洋，西接阿摩尔滨海省和莫尔比昂省，南至大西洋卢瓦尔省，西南端接曼恩-卢瓦尔省，东临马耶讷省，东北与芒什省接壤。
与圣瑞斯特接壤的市镇（或旧市镇、城区）包括：阿夫河畔布吕克、朗贡、皮普里亚克、勒纳克、阿夫河畔锡克斯特、圣冈通。
圣瑞斯特的时区为UTC+01:00、UTC+02:00（夏令时）。

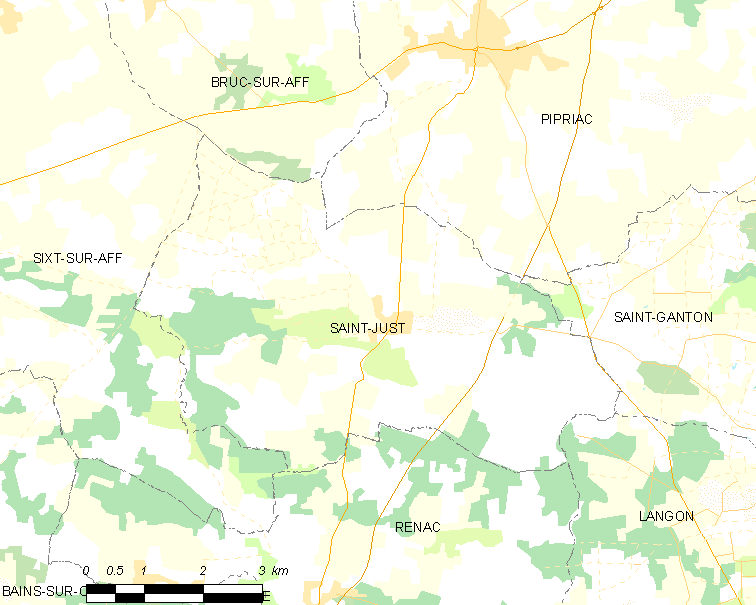
圣瑞斯特的OSM定位图

## 行政
圣瑞斯特的邮政编码为35550，INSEE市镇编码为35285。

## 政治
圣瑞斯特所属的省级选区为勒东县。

## 人口

1962-2008年间圣瑞斯特人口变化图示

圣瑞斯特于2022年1月1日时的人口数量为1103人。